# Лейтман, Михаил Борисович
Михаи́л Бори́сович Ле́йтман (14 января 1937, Баку — 11 февраля 2002, Реховот) — советский, израильский учёный и изобретатель в области информационных технологий (IT). Около 100 авторских свидетельств на изобретения в СССР, многочисленные прикладные разработки в эмиграции. Опубликовал свыше 200 научных трудов, включая три монографии.

## Биография
Сын Бориса Михайловича Лейтмана (1912—1970), одного из руководителей строительной отрасли Азербайджанской ССР. Дяди Бориса Лейтмана — Исаак Михайлович (1908—1938) и Саул Михайлович (1910—1990) неоднократно репрессировались в 1920-х и 1930-х.
После расстрела Исаака Лейтмана и его жены Ревекки Злобинской их дочь Элла росла в семье Б. М. Лейтмана вместе с Михаилом и его родной сестрой Нелли.
По окончании в 1953 бакинской школы № 6 М. Б. Лейтман поступил в Азербайджанский индустриальный институт, который окончил с отличием по специальности «Автоматические, телемеханические и электроизмерительные приборы» (1959).
В 1959—1961 занимался созданием арифметических устройств для цифровых вычислительных машин в п.я. 55 (в дальнейшем НПО НОРД) в поселке Гоусаны под Баку.
В 1961—1964 учился в очной аспирантуре Азербайджанского института нефти и химии, где защитил диссертацию (1964), трудился инженером и доцентом, занимаясь разработками методов глубинных измерений в скважинах.
С августа 1966 — сотрудник кафедры автоматики и телемеханики Смоленского филиала Московского энергетического института (СФМЭИ), которую вскоре возглавил.
Наряду с преподаванием вёл обширную научно-исследовательскую работу, на базе которой руководил аспирантами, формируя собственную школу в области IT. Активно проводил компьютеризацию как научного, так и учебного процессов.
Большинство изобретений и разработок М. Б. Лейтмана внедрены на предприятиях СССР и за рубежом.
В августе 1990 эмигрировал, после чего работал в компаниях США над созданием широкополосного интернета и другими актуальными IT-проблемами.
Внезапно умер 11 февраля 2002 года. Имел советские награды: медали "За доблестный труд", "Ветеран труда" и серебряную медаль ВДНХ СССР.
Сын М. Б. Лейтмана — Александр Черницкий — писатель, историк, психолог, публицист. В его ЖЖ опубликована небольшая серия «Памяти отца». Из воспоминаний об М. Б. Лейтмане «извне» семьи привлекают внимание записки одного из его учеников А. С. Федянина.

## Академические степени
- M.Sc. in Automatic, Telemechanic and Electrical Measuring Instruments
- Ph.D. Devices for Measurements of Electrical and Magnetic Quantities

## Труды

### Монографии
- Лейтман М. Б., Мелик-Шахназаров А. М. Компенсационные измерительные преобразователи электрических величин. — М.: Энергия, 1978
- Лейтман М. Б. Автоматическое измерение выходных параметров электродвигателей (методы и аппаратура). — М.: Энергоатомиздат, 1983
- Лейтман М. Б. Нормирующие измерительные преобразователи электрических сигналов. — М.: Энергоатомиздат, 1986

### Некоторые статьи
- Компенсационные трансформаторные устройства гальванического разделения измерительных сигналов. — Измерения, контроль, автоматизация, 1982, № 2, сс. 47—56
- Частотные измерительные преобразователи с RC-генераторами гармонических колебаний. — Измерения, контроль, автоматизация, 1982, № 1, сс. 15—25
- О применении принципа инвариантности для улучшения точностных и динамических характеристик компенсационных измерительных преобразователей информации. — Автоматика и телемеханика, 1978, № 7, сс. 169—181
- Динамические свойства однополупериодного модулятора. — Автоматика и телемеханика, 1977, № 2, сс.161—168

### Некоторые изобретения
- The Power Measuring Converter. A.S. No. 1522116, 1989, USSR
- The Instrument for Active Power Measurement. A.S. No. 1406504, 1988, USSR
- The Measuring Converter of Power for Three-Phase Networks. A.S. No. 1397846, 1988, USSR
- The Active Power Measuring Converter. A.S. No. 1314276, 1987, USSR
- The Voltage to Frequency Measuring Converter. A.S. No. 1218464, 1986, USSR
- The Frequency Deviation Measuring Converter. A.S. No. 1213429, 1986, USSR